# Fusion Engineering and Design
Fusion Engineering and Design è una rivista scientifica sottoposta a revisione paritaria, che si occupa di ricerche sulla fusione nucleare e sula fisica del plasma.  È pubblicata mensilmente dalla Elsevier. È stata fondata nel 1984 con il nome di Nuclear Engineering and Design/Fusion e ribattezzata nel 1987 con il nome attuale.
I suoi caporedattori sono Seungyon Cho (Korea Institute of Fusion Energy) e Rudolf Neu (Istituto Max Planck di fisica del plasma).
Una parte degli articoli è pubblicata in modalità di accesso aperto e sotto licenza Creative Commons, a scelta degli autori.

## Indicizzazione
Gli abstract e gli articoli della rivista sono indicizzati dai seguenti database bibliografici:
- Current Contents/Engineering, Computing & Technology[4]
- EBSCO databases[5]
- Ei Compendex[6]
- Inspec[7]
- Science Citation Index Expanded[4]
- Scopus[8]

Secondo il Journal Citation Reports, la rivista ha ricevuto un fattore di impatto per il 2023 pari a 1,9.

## Articoli notevoli
- Stellaris: A high-field quasi-isodynamic stellarator for a prototypical fusion power plant, in Fusion Engineering and Design, 26 febbrao 2025. DOI: 10.1016/j.fusengdes.2025.114868